# Blackstone Group
De Blackstone Group is een Amerikaans investeringsbedrijf. Het werd in 1985 opgericht door Stephen Schwarzman en Peter Peterson. Het is gevestigd in New York.

## Activiteiten
In 2018 telde het bedrijf zo'n 2300 medewerkers verdeeld over 25 kantoren wereldwijd. Het vermogen onder beheer stond op US$ 470 miljard per jaareinde 2019, waarvan meer dan US$ 180 miljard in private-equity deals. Verder maken vastgoedbeleggingen een groot deel van de portefeuille uit en deze activiteit draagt onevenredig veel bij aan het nettoresultaat.
De aandelen staan genoteerd aan de New York Stock Exchange, met de tickercode: BX.

### Hilton
In juli 2007 kocht de Blackstone Group de Hilton-hotelketen voor 26 miljard dollar, wat neerkwam op US$ 47,50 per aandeel. Blackstone betaalde de overname met US$ 5,5 miljard eigen geld en leende de rest van de banken. Hilton Hotels bezat op dat moment 2800 hotels en 480.000 kamers in 80 landen. Blackstone bezat al, onder meer, La Quinta Inns and Suites en LXR Luxury Resorts and Hotels. Na de overname van Hilton had Blackstone de beschikking over 3700 hotels met ongeveer 600.000 kamers.
In december 2013 bracht Blackstone Hilton Worldwide Holdings weer terug naar de beurs. Bij de introductie vertegenwoordigde Hilton een marktkapitalisatie van US$ 20 miljard. Blackstone had nadien nog 76% van de aandelen in handen die een waarde vertegenwoordigden van US$ 15 miljard. In mei 2018 verkocht Blackstone de laatste aandelen in de hotelketen voor US$ 1,3 miljard. Na 11 jaar heeft Blackstone afscheid genomen van een zeer lucratieve belegging, de groep behaalde een winst van US$ 14 miljard hetgeen driemaal meer is dan de initiële investering.

## NIBC Bank
Begin februari 2020 deed de Blackstone Group een bod op de Nederlandse zakenbank NIBC. De twee grootaandeelhouders, Chris Flowers en Reggeborgh, hebben al ingestemd met het bod van respectievelijk € 8,93 en € 9,65 per aandeel. Een paar weken later heeft het bestuur van de bank ook ingestemd. Blackstone gaat een bod doen op alle andere aandelen van € 9,85 euro inclusief het dividend over 2019. De totale waarde van NIBC komt daarmee op zo’n € 1,4 miljard. De overname wordt in het tweede halfjaar van 2020 afgerond, na toestemming van de toezichthouders. Eenmaal afgerond zal de beursnotering van NIBC worden gestaakt.
Later werd dit akkoord door de veranderende situatie, door de Corona Pandemie herzien, het bod door Blackstone is lager geworden voor de overname van de NIBC bank. Reguliere aandeelhouders krijgen een prijs van €7,53 per aandeel, wat inclusief dividend is. Met grootaandeelhouders Reggeborgh en JC Flowers is men tot een akkoord van €7,00 per aandeel gekomen, met uitstel van €0,53 dividend.

## Vastgoedactiviteiten in Nederland
Blackstone bezit via een aantal dochterondernemingen, Rembrandt Propco I t/m X BV, in Nederland meer dan 800 panden. Op 25 september 2021 meldde de Volkskrant dat Blackstone door een aantal fiscale constructies geen belasting betaalt uit de opbrengsten maar dat deze de winst doorsluist naar een belastingparadijs in dit geval de Kaaimaneilanden. Deze berichtgeving leidde tot een aantal kamervragen van o.a. Jesse Klaver van Groen Links aan de Staatssecretaris van Financien, Hans Vijlbrief, in het vragenuurtje van 28 september 2021.